# 이준 (1560년)
이준(李埈, 1560년 ~ 1635년)은 조선 중기의 형조좌랑, 첨지중추부사, 승지, 부제학을 지낸 문신으로, 임진왜란(1592), 정묘호란(1627)이 일어나자, 의병을 모집하여 외세의 침략에 저항하였다
본관은 흥양(興陽), 자는 숙평(叔平), 호는 창석(蒼石)이다.

## 생애
유성룡에게 학문을 배우고 선조 때 문과에 급제하여 교서관 정자가 되었다. 이듬해인 1592년 임진왜란이 일어나자, 의병을 모아 적과 싸운 공으로 형조좌랑에 임명되었으나 사양하고 경상도 도사로 내려갔다. 그곳에서 중국 역대 왕들의 업적과 신하들의 올바른 충성을 엮은 《중흥귀감》을 만들어 왕에게 바쳤다. 1627년 정묘호란이 일어나자, 다시 의병을 모집하였으며 수만 섬의 군량을 모은 공으로 부제학이 되었다. 저서로 《창석문집》이 있다.